# Eduard Sonnenburg
Eduard Sonnenburg est un médecin et chirurgien allemand, né en 1848 et mort en 1915, surtout connu pour ses importantes contributions à la chirurgie de l'abdomen.

## Biographie
Eduard Sonnenburg obtient son doctorat à l'université d'Iéna en 1872. De 1873 à 1880, il exerce comme assistant de Georg Albert Lücke à la clinique chirurgicale de Strasbourg, en Alsace, où il obtient son habilitation à l'enseignement supérieur en 1876. Il travaille ensuite à Berlin sous la direction de Bernhard von Langenbeck et d'Ernst von Bergmann à l'hôpital de la Charité, tout en enseignant à l'université Frédéric-Guillaume où il est reçu privat-docent en 1881, puis nommé professeur extraordinaire (Außerordentliche Professor) de chirurgie en 1883, et professeur honoraire (Honorarprofessor) en 1913. En 1883, au départ de Langenbeck, il est nommé premier assistant et, à partir de 1890, toujours à Berlin, il dirige le département de chirurgie de l'hôpital de Moabit. En 1899, il devient conseiller secret aux affaires médicales.
En 1886, Sonnenburg est un des membres fondateurs de l'Association des chirurgiens berlinois (Freie Vereinigung der Chirurgen Berlins), renommée en 1912 Société de chirurgie de Berlin (de) (Berliner Chirurgische Gesellschaft) et dont il assure la présidence pendant deux ans, de 1912 à 1914.
Sonnenburg avait épousé Anna, d'une famille de médecins, respectivement petite-fille, fille et sœur d'Otto (en), Carl et Alexander Westphal. Le couple eut un fils et trois filles parmi lesquelles Hedwig, née en 1889, deviendra journaliste et auteur de livres pour enfants, signant d'abord sous le nom de Hedwig Weiss-Sonnenburg (de) puis sous le pseudonyme de Wyss.
Eduard Sonnenburg est mort le 25 mai 1915 à Bad Wildungen. Il repose au cimetière du Sud-Ouest à Stahnsdorf.

## Éponymie
- Incision de Sonnenburg : incision pour la découverte du nerf dentaire inférieur[1].
- Point de Sonnenburg : point situé du côté droit de l'abdomen, à l'intersection de la ligne bi-iliaque et du bord externe du muscle droit et qui correspond à l'emplacement de la naissance de l'appendice[2].
- Procédé de Maylard[3]-Sonnenburg : procédé d'anastomose de l'intestin grêle et du côlon[4].
- Signe de Sonnenburg (ou signe de Hayem) : leucocytose sanguine observée dans l'appendicite accompagnée de péritonite[5].

### Publications
Sonnenburg a publié ses travaux dans la Deutsche Zeitschrift für Chirurgie (de) dont il a été l'éditeur, et dans les Mittheilungen aus dem Grenzgebieten der Medizin und Chirurgie. Il a également collaboré à la Real-Encyclopädie der gesammten Heilkunde d'Albert Eulenburg, parue à Vienne de 1880 à 1883, ainsi qu'aux Archives des sciences médicales.

#### En volume
- 1891 : Erfahrungen über die operative Behandlung der Perityphlitis mit besonderer Berücksichtigung der zweizeitigen Operation [« Résultats du traitement chirurgical de la pérityphlite, avec une référence particulière à l'opération en deux temps »], Leipzig, Sammlung klinischer Vorträge, coll. « Chirurgie » (no 13).
- 1893 : Ein durch Operation geheilter Fall von innerer Einklemmung (Hernia retroperitonalis Treitzii) [« Guérison d'une hernie interne par la chirurgie (hernie rétropéritonéale de Treitz) »], Kiel, Lipsius et Tischer.
- 1894-1913 : Pathologie und Therapie der Perityphlitis [« Pathologie et thérapie de la pérityphlite »], Leipzig, F. C. W. Vogel.
- 1896 : Der Katheterismus retro-urethralis bei der Behandlung impermeabler (gonorrhoischer) Strikturen [« Le Cathétérisme rétro-urétral dans le traitement des rétrécissements (gonorrhéiques) imperméables »], Leipzig, E. Besold.
- 1903 : (fr) Traitement de l'appendicite  (avec Auguste Broca et Arthur Gallet) (extrait des actes du congrès belge de chirurgie tenu à Bruxelles du 8 au 10 septembre 1902,), Bruxelles, Henri Lamertin.
- 1903-1910 : Compendium der Operations- und Verbandstechnik [« Abrégé des techniques d'opération et de bandage en chirurgie »]  (avec Richard Mühsam), Berlin, Hirschwald (intitulé Compendium der Verband- und Operationslehre [« Abrégé d'enseignement du bandage et de l'opération en chirurgie »] à partir de 1908).

#### En revue
- 1873 : « Ein Fall von Cysto-Sarcom des Gehirns » [« Un cas de cystosarcome du cerveau »], Deutsche Zeitschrift für Chirurgie (de), Berlin, vol. 15, no 4,‎ 1873.
- 1876 : « Die spontanen Luxationen des Kniegelenks » [« Les Luxations spontanées du genou »], Deutsche Zeitschrift für Chirurgie, Leipzig, vol. 6, no 6,‎ 1876, p. 489-518 (résumé).
- 1879 : « Über Verbrennungen und Erfrierungen » [« Sur les brûlures et les gelures »], Deutsche Zeitschrift für Chirurgie, Stuttgart, F. Enke, vol. 14,‎ 1879.
- 1883 : « De la balnéation continue », Marseille médical, vol. 28, no 4,‎ juin 1883  (extrait de la séance du 11e congrès des chirurgiens allemands à Berlin, 31 mai 1882, traduction par Louis Villeneuve, publication originale dans Deutsche Zeitschrift für Chirurgie).
- 1885 : « Über die Zellgewebsentzündungen bei Diabetes-Kranken » [« Sur l'inflammation des tissus chez les diabétiques »], Berliner klinische Wochenschrift, Berlin, no 33,‎ 1885.
- 1888 : « Die arthropathia tabidorum » [« L'Arthropathie tabétique »], Deutsche Zeitschrift für Chirurgie, Berlin, vol. 36, no 1,‎ 1888.
- 1894 : « Albert Lücke, gestorben 20 Februar 1894 » [« Albert Lücke, décédé le 20 février 1894 »], Deutsche Zeitschrift für Chirurgie, Leipzig, vol. 38, nos 2-3,‎ 1894.
- 1905 : « Appendizitis » [« L'Appendicite »], Deutsche Klinik, Berlin et Vienne, vol. 8,‎ 1905.
- 1905 : « Rückenmarksanästhesie mittels Stovain » [« L'Anesthésie rachidienne à la stovaïne »], Dtsch Med Wochenschr, vol. 31, no 9,‎ mars 1905, p. 329-333[6]DOI 10.1055/s-0029-1188003
- 1911 : « Die akute Colitis » [« La Colite aiguë »], Mitteilungen aus den Grenzgebieten der Medizin und Chirurgie, vol. 24,‎ 1911, p. 228-254.
- 1915 : « Die Verbrennungen und Erfrierungen » [« Les Brûlures et les Gelures »], Neue deutsche Chirurgie, vol. 17,‎ 1915.

#### Participations
- 1894 : Franz Penzoldt (de) (dir.) et Roderich von Stintzing (dir.), Handbuch der Therapie der inneren Krankheiten, vol. 3, partie 4, « Die chirurgischen Erkrankungen der Lunge » [« Les Maladies chirurgicales des poumons »].
- 1901 : Paul von Bruns (de) (dir.) et Ernst Benjamin von Bergmann (dir.), Handbuch der praktischen Chirurgie, vol. 3, Stuttgart, « Verletzungen und Erkrankungen der Blase und der Vorsteherdrüse » [« Traumatologie et pathologie de la vessie et de la prostate »].
- 1913 : Handbuch der praktischen Chirurgie, Stuttgart, « Entzündung des Wurmfortsatzes : Perityphlitis und Appendizitis » [« L'Inflammation de l'appendice : Pérityphlite et appendicite »].

### Sur Eduard Sonnenburg
- (de) Richard Mühsam, « Eduard Sonnenburg », Deutsche medizinische Wochenschrift, vol. 41, no 26,‎ 1915, p. 774-775 (DOI 10.1055/s-0029-1191225).
- (de) Ole Daniel Enersen, Who Named It ? : A Dictionary of Medical Eponyms [« De qui vient ce nom ? : Dictionnaire d'éponymes médicaux »], 1994-2015 (lire en ligne), « Eduard Sonnenburg ».